# ردة كبيرة
ردة كبيرة بلدة سوريّة تتبع إداريّاً لمحافظة حلب منطقة منبج ناحية مسكنة، بلغ تعداد سكانها 1,867 نسمة حسب التعداد السكاني لعام 2004.